# Пливање на Летњим олимпијским играма 1896 — 100 метара слободно за морнаре
Пливање на Летњим олимпијским играма 1896. у дисциплини 100 метара слободно за морнаре било је дисциплина која је одржана ван званичног програма у пливању на Олимпијских игара 1896. 11. априла. У њој су учествовали једриличари грчке Краљевске морнарице. Време победника било је скоро за минут слабије од победника трке на100 метара слободно која је била на званичном програму.
Начин и организовање овакве трке је било веома ретка појава на Олимпијским играма, тј одлука да трка није отворена за све учеснике. Хроничар Олимпијски игара Бил Маллон, у својој књизи о Играма 1896, каже о случају да је укључивање ове дисциплине у олимпијски програм „било најблаже речено сумњиво.“ Међутим, такмичење је укључено у базу података МОК о освојеним медаљама али не постоји евиденција Пјера де Кубртена или било којег другог званичника у почетку модерног олимпијскиг покрета да је сматрао ову дисцилину као олимпијску.
Учествовала су три такмичара.

## Резултати
| Место | Пливач                 | Време     |
| ----- | ---------------------- | --------- |
|       | Јоанис Малокинис Грчка | 2:20,4    |
|       | Спиридон Хасапис Грчка | непознато |
| '     | Димитриос Дривас Грчка | непознато |